# 等式
等式（とうしき、英: equality）とは、二つの対象の等価性・相等関係を表す数式のことである。

## 導入
等式は等号 {\displaystyle =} を用い、二つの対象 {\displaystyle a,\,b} の間の二項関係として以下のように表す：
{\displaystyle a=b}
このとき、左辺 {\displaystyle a} と右辺 {\displaystyle b} は等しいという。
等式が成り立たないことを記号的に示す際、等号否定 {\displaystyle \neq } を用いて以下のように表す：
{\displaystyle a\neq b}
このとき、左辺 {\displaystyle a} と右辺 {\displaystyle b} は等しくない、あるいは異なるという。
通常、等号は以下の２つの公理によって定義される：
- 反射律: 対象 a が何であっても a = a は常に成り立つ。
- 代入原理: 対象 a, b が a = b であるときには、一つの自由変数 x を含むどんな命題関数 P(x) についても P(a) ⇔ P(b) が（両辺ともに一意的な意味を持つ限りにおいて）常に成り立つ。

さらに、代入原理と反射律から以下の性質が導かれる。
- 対称律: 対象 a, b について a = b が成り立っているときはいつでも b = a も同時に成り立つ。
- 推移律: 対象 a, b, c に対して a = b と b = c が同時に成り立っているときには常に a = c も同時に成り立つ。

このように、相等性は反射律、対称律、推移律を満たすため、相等性は同値関係の一種であり、また「相等性とは代入原理を満足する同値関係のことである」と言っても（冗長だが）定義と同じことである。等式は数学において最も基本的な同値関係を与えるものであると見ることができる。
ここで、見かけ上異なるものが等しいものを表したり、表記の都合などから見かけ上同じに見えるものが別の対象を指し示したりすることがあるため、何かが等しいというためには各辺にどのような対象をとるか、対象が何者であるかということを明確にしなければならないということを意識する必要がある。場合によっては相等といわず、同値、同型、合同などと呼んで、等号の代わりにそれぞれ特有の記号を用いることもある。
代入原理はもう少し一般に、対象 ai, bj が、
{\displaystyle a_{1}=b_{1},\ a_{2}=b_{2},\ \ldots ,\ a_{l}=b_{l}}
であるならば、l 個の自由変数 x1, x2, ..., xl を持ついかなる命題関数 P(x1, x2, ..., xl) に対しても
{\displaystyle P(a_{1},a_{2},\ldots ,a_{l})\Leftrightarrow P(b_{1},b_{2},\ldots ,b_{l})}
が成り立つ、という形に述べることもある。これは命題関数 P(x) において自由変数 x が複数回現れるとき、命題 P(a) に現れる a の一部をそれと等しいもので置き換えてもよいことを含意している。なんとなれば、全ての i について ai = a で、いくつかの j について bj = b かつそれ以外の j について bj = a と置いてみるとよい。

## 算術
初等・中等教育においては、上記３つの公理を「等式の性質」としてとらえ　反射性・対称性・推移性に、斉一性を加えた４つの性質を用いて、等式の操作を行う。
斉一性とは、四則演算について、a, b, c を勝手な定数として、a = b であるならば、等式
- a + c = b + c,
- a − c = b − c,
- ac = bc,
- a/c = b/c

が辺々がともに定義可能である限りにおいて成り立つことをいう。
これはP(x) = {x ± c=a ± c},P(x) = { xc=ac}, P(x)={x/c=a/c} なる命題関数によって代入原理から導かれる。これらを総称して、等式変形と呼ぶ。
a = b ± c
となることは複号同順で
a −(± c) = b
となることに同値であることが従う。
これは見かけ上、一方の辺における一部の項を、符号を変えて他方の辺に移す操作に見えることから、この等価な 2 式の一方を他方に入れ替えることを移項（いこう、transpose）と呼ぶ。